# Hallur Gissurarson (abad)
Hallur Gissurarson (1157 - 1230) fue un jurista y sacerdote de Haukadalur, Árnessýsla en Islandia. Sustituyó a su padre Gissur Hallsson como lögsögumaður entre 1203 y 1209. Pertenecía al clan familiar de los Haukdælir.
Renunció a sus responsabilidades como jurista y se recluyó en el monasterio de  Þykkvabæjar, donde fue ordenado sacerdote como muchos caudillos islandeses de su tiempo. Fue elegido abad del monasterio después de que Jón Loftsson (abad) renunciara en 1221 y fuera ordenado el mismo año, pero su hermano el obispo Magnús lo nombró abad del monasterio de Helgafell tras el fallecimiento del último titular, Ketill Hermundarson. Jón Loftsson luego se convirtió en abad en Þykkvabær. Algún tiempo después de la muerte de Jón Loftsson, Hallur se trasladó a Þykkvabær en 1225 y fue abad allí hasta su muerte en 1230. Las fuentes citan que Hallur era un buen sacerdote y noble en sus decisiones.

## Herencia
Su esposa fue Herdís, hermana de Hrafn Sveinbjarnarson en Eyri. Tuvieron una hija en común pero Hallur también tuvo otro hijo llamado Magnús. Sámur, hijo de Magnús, fue invitado a la boda de Flugumýri en 1253 y fue decapitado en su lecho durante los violentos acontecimientos de Flugumýrarbrenna.